# Marquesado de Orís

Escudo de Orís, comarca de Osona, provincia de Barcelona.

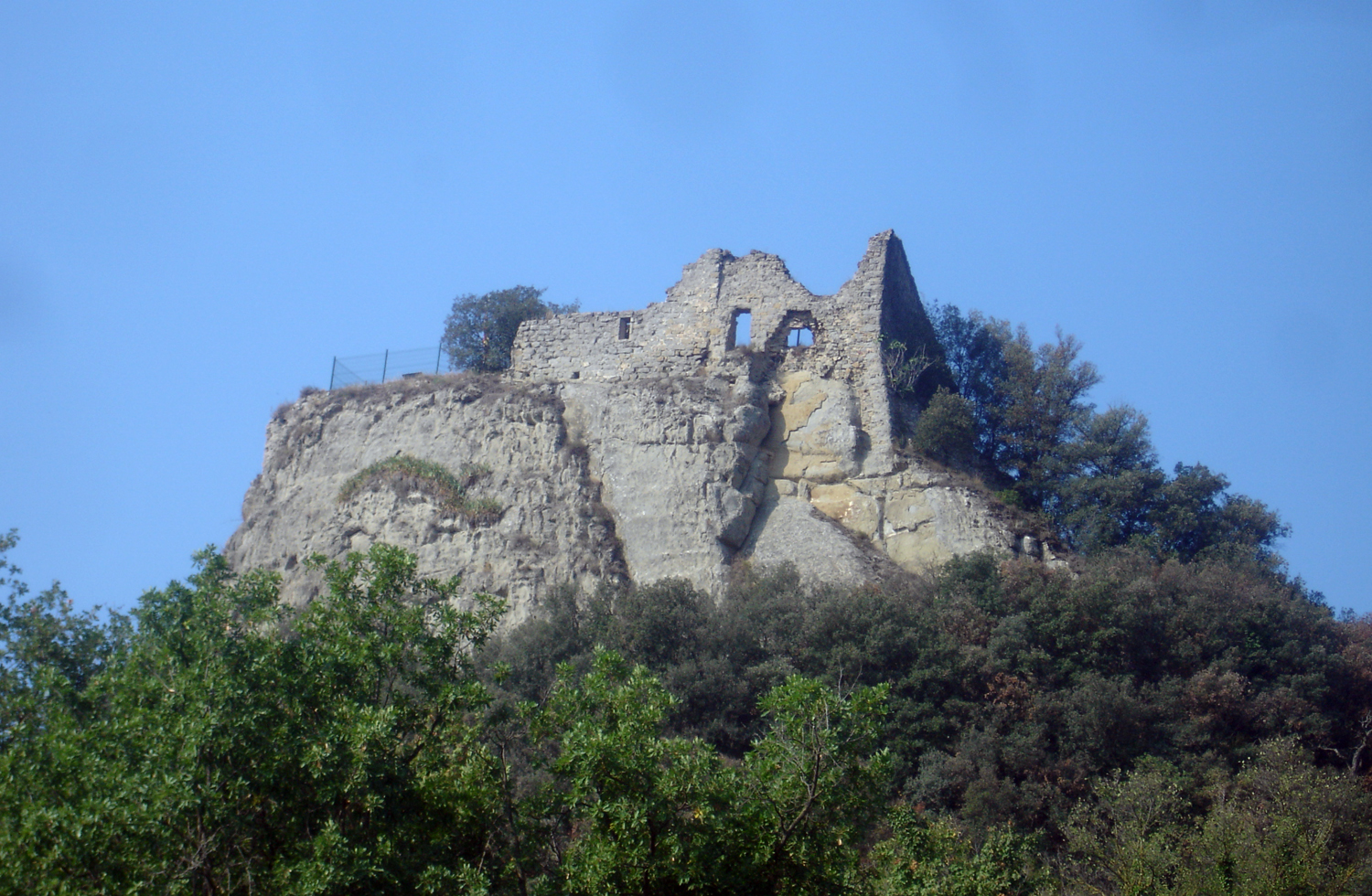
Restos del antiguo castillo de Orís, de donde era señor Carlos de Orís y Puiggener, i marqués de Orís.

El marquesado de Orís es un título nobiliario español creado el 1 de agosto de 1708 por el archiduque-pretendiente Carlos de Austria en favor de Carlos de Orís y Puiggener. Su denominación hace referencia al castillo de Orís en la comarca de Osona, provincia de Barcelona, del que el i marqués era señor como descendiente de la segunda rama del linaje Orís.
Fue rehabilitado en 1915 por el rey Alfonso XIII de España a favor de Carlos de Sentmenat y de Sentmenat.

## Marqueses de Orís
|                                                           | Titular                                                   | Periodo                                                   |
| Creación por el Archiduque-pretendiente Carlos de Austria | Creación por el Archiduque-pretendiente Carlos de Austria | Creación por el Archiduque-pretendiente Carlos de Austria |
| --------------------------------------------------------- | --------------------------------------------------------- | --------------------------------------------------------- |
| I                                                         | Carlos de Orís y Puiggener                                | 1708-                                                     |
| Rehabilitado por Alfonso XIII                             |                                                           |                                                           |
| II                                                        | Carlos de Sentmenat y de Sentmenat                        | 1915-1935                                                 |
| III                                                       | Félix de Sentmenat y Güell                                | 1935-1971                                                 |
| IV                                                        | Santiago de Sentmenat y de Urruela                        | 1971-2020                                                 |
| V                                                         | Ana Isabel de Sentmenat Vilà                              | 2021-actual                                               |

## Historia de los marqueses de Orís
- Carlos de Orís y Puiggener, i marqués de Orís y señor de su castillo. Era hijo de Francisco de Puiggener y de Nicolau y de su esposa Magdalena d'Orís.

Los derechos del marquesado de Orís, suprimido a raíz de la guerra de sucesión española, pertenecieron a:
- Carlos Ramón de Puiggener y Descatllar, también nombrado Carlos d'Orís;

- Raimunda de Puiggener-Orís y de Boïl d'Arenós, casada el 1769 con Pedro de Alcántara de Sentmenat y Copons, mujer que incorporó patrimonio de los linajes de Vallgornera y de Orís al linaje de Sentmenat;

- Carlos de Sentmenat y de Puiggener, vi marqués de Castelldosrius con grandeza de España (1842-);

- Carlos de Sentmenat y de Riquer (-1855), vii marqués de Castelldosrius con grandeza de España;

- Ramón de Sentmenat y Sáenz-Ramírez (Palma de Mallorca, 18 de septiembre de 1842-Barcelona, 7 de enero de 1873), viii marqués de Castelldosrius con grandeza de España (1855-1873). Se casó en Madrid el 6 de julio de 1861, previa la dispensa de consanguinidad, con su prima hermana Luisa de Sentmenat y de Gallart.[3] El hijo primogénito de este matrimonio rehabilitó el título.

## Rehabilitación en 1915
Desde 1915 ostentaron el título:
- Carlos de Sentmenat y Sentmenat (Las Corts, 18 de agosto de 1862-Barcelona, 8 de junio de 1935), ii marqués de Orís,ix marqués de Castelldosrius con grandeza de España (1873) y xxv barón de Santa Pau (rehabilitado en 1916).[3]

Casó con Isabel Güell y López, hija de Eusebi Güell i Bacigalupi, i conde de Güell, y de su esposa Luisa Isabel López y Bru, hermana de Claudio López y Bru, ii marqués de Comillas. Le sucedió su hijo:
- Félix de Sentmenat y Güell (1908-1990), iii marqués de Orís, x marqués de Castelldosrius con grandeza de España y xxvi barón de Santa Pau.

Casó María del Remedio de Urruela y de Sanllehy, hija de Juan de Urruela y Morales Palomo de Ribera y Valenzuela, v marqués de San Román de Ayala, y de su esposa Águeda de Sanllehy y Girona, y hermanos del ii marqués de Retés. Le sucedió su hijo el 1 de marzo de 1971:
- Santiago de Sentmenat y de Urruela (1936-2020),[4] iv marqués de Orís,[5] xi marqués de Castelldosrius con grandeza de España  y xxviii barón de Santa Pau.

Casó con Anna Maria Vilà y Huarte. Le sucedió su hija mayor:
- Ana Isabel de Sentmenat Vilà, v marquesa de Orís.[6] Casó con Carlo Umberto Campanini Bonomi. Con descendencia.